# الحرب القوطية (376-382)
يُنظر إلى الحرب القوطية ضد الإمبراطورية الرومانية الشرقية بين عامَي 376 و 382، وخاصة معركة أدريانوبل، على أنها نقطة تحول رئيسية في تاريخ الإمبراطورية الرومانية، وأول حدث من سلسلة الأحداث التي وقعت خلال القرن التالي، والتي شهدت انهيار الإمبراطورية الرومانية الغربية، على الرغم من أن أكثر العوامل أهمية فيما يخص سقوط الإمبراطورية ما يزال محلّ جدل.

## خلفية
في صيف عام 376، وصل عدد كبير من القوط إلى نهر الدانوب، الذي يقع على حدود الإمبراطورية الرومانية، وطلبوا اللجوء من الهون. كان هناك مجموعتان: مجموعة الطرونجة بقيادة فريتيغيرن، وألافيفوس، ومجموعة الغريوثونجيين بقيادة ألاثيوس وسافراكس. يذكر إونابيوس أن عددهم هو 200 ألف شخص بما في ذلك المدنيين، ولكن يقدّر بيتر هيذر أن الطرونجيين كانوا فقط 10 آلاف محارب، و50 ألف شخص في المجموع، وأن الغريوثونجيين كانوا بنفس العدد تقريبًا، وبحسب تقديرات تاريخ كامبريدج القديم كان عددهم نحو 90 ألف شخص.
أرسل القوط سفراءهم إلى الإمبراطور الروماني الشرقي فالنس، وطلبوا الإذن ليستقر شعبهم داخل الإمبراطورية. استغرقوا بعض الوقت في الوصول؛ لأن الإمبراطور كان في أنطاكية يستعد لحملة ضد الإمبراطورية الساسانية من أجل السيطرة على أرمينيا وإيبيريا، والجزء الأكبر من قواته كان يتمركز في الشرق بعيدًا عن نهر الدانوب. تُثبت المصادر القديمة أن فالنس كان سعيدًا بظهور القوط؛ لأن ذلك أتاح له الفرصة بالحصول على جنود جدد بتكلفة منخفضة. بالرغم من  التزام فالنس بالعمل على تأمين الحدود الشرقية، لكن عدد البرابرة الكبير كان يفوق عدد قوّاته في البلقان. كان على فالنس أن يقدّر الخطر عندما سمح للطرونجيين بدخول الإمبراطورية بشروط مواتية لهم للغاية. لم تكن هذه المرة الأولى التي تستقر فيها قبائل بربرية داخل الإمبراطورية، إذ كان المسار المعتاد هو أن يُجنّد البعض في الجيش، ويُقسّم الباقي إلى مجموعات صغيرة، ويُعاد توطينهم في جميع أنحاء الإمبراطورية حسب تقدير الإمبراطور؛ لأن ذلك سيمنعهم من تشكيل تهديد موحّد، ويؤدي إلى استيعابهم بين أكبر عدد ممكن من السكان الرومانيين. اختلف الاتفاق مع الطرونجيين عن طريق السماح لهم باختيار مكان مستوطنتهم في تراقيا، والسماح لهم بالبقاء متحدين. خلال المفاوضات أعرب الطرونجيون أيضًا عن استعدادهم للتحول إلى المسيحية. أما بالنسبة للغريوثونجيين فقد منعهم الجيش والقوات البحرية الرومانية من الدخول عبر سدّ طريق النهر في وجههم.
من المحتمل أنه قد سُمح للطرونجيين بعبور قلعة سيليسترا، أو بالقرب منها، نقلهم الرومان في قوارب، وطوافات، وفي جذوع الأشجار المجوفة؛ وفقًا لأميانوس مارسيلينوس «لقد كانوا حريصين على عدم ترك أي مدمر مستقبلي للدولة الرومانية وراءهم، حتى لو كان مصابًا بمرض مميت». ومع ذلك ، فاض النهر بسبب المطر، وغرق كثيرون. كان يجب مصادرة أسلحة القوطيين، لكنهم احتفظوا بها، إما لأن المسؤولين الرومان أخذوا رشاوى منهم، أو لأن الرومان لم يكن لديهم القوة البشرية لفحص جميع المحاربين الجدد، أو لأن المحاربين الذين جُنّدوا في الجيش الروماني كانوا بحاجة إلى أسلحتهم الخاصة. أبقى الرومان الطرونجيين على طول الضفة الجنوبية لنهر الدانوب في منطقة الموسيا السفلى أثناء انتظارهم لبدء تخصيص الأراضي. في غضون ذلك، كانت الدولة الرومانية هي التي توفر لهم الطعام.

## الانطلاقة
تسبب وجود الكثير من الأشخاص في هذه المنطقة الصغيرة في حدوث نقص في الأغذية المتوفرة، وفي نهاية المطاف بدأ الطرونجيون يتضورون جوعًا. لم تستطع تخطيطات الرومان اللوجستية التعامل مع هذه الأعداد الهائلة، وباع المسؤولون تحت قيادة لوبيسينوس ببساطة الكثير من الطعام قبل أن يصل إلى أيدي القوط. باعت الأسر القوطية اليائسة الكثير من أطفالها ليعملوا بالعبودية عند الرومان مقابل لحوم الكلاب بسعر طفل واحد لكل كلب.
أدت هذه المعاملة إلى نمو ثورة القوط المتمردين، وقرّر لوبيسينوس نقلهم جنوبًا إلى مارسيانوبل التي كانت مقره الإقليمي. من أجل حراسة المسير، أُجبر لوبيسينوس على سحب القوات الرومانية التي تحرس نهر الدانوب، ما سمح للغريوثونجيين بالعبور الفوري إلى الأراضي الرومانية. بعد ذلك تباطأ الطرونجيون في مسيرهم من أجل السماح للغريوثنجيين بالالتحاق بهم. مع اقتراب الطرونجيين من مارسيانوبل، دعا لوبيسينوس فريتيغيرن، وألافيفوس ومجموعة صغيرة من الحاضرين لتناول العشاء معه داخل المدينة. أُعطي الجزء الأكبر من القوط الموجودين في الخارج المأوى، وكانت القوات الرومانية تحول بينهم وبين المدينة. بسبب الرفض المستمر للجنود الرومان بالسماح للقوط بشراء الإمدادات من سوق البلدة، اندلع القتال وقتل العديد من الجنود الرومانيين وسُرقوا. بعد أن تلقى لوبيسينوس الأخبار وهو جالس في المأدبة مع الزعماء القوطيين، أمر باحتجاز فريتيغيرن وألفيفوس كرهائن، وإعدامهما. عندما جاءت أنباء عمليات القتل إلى القوط في الخارج، استعدوا لمهاجمة مارسيانوبل. نصح فريتيغيرن لوبيسينوس بأن أفضل طريقة لتهدئة الوضع هي السماح له بالانضمام إلى شعبه وإظهار أنه لا يزال على قيد الحياة. وافق لوبيسينوس وأطلق سراحه. لم يُذكَر مصير ألفيفوس مرة أخرى في المصادر، ولم يُعرَف مصيره.
بعد أن نجا من الفوضى التي حدثت في الليل، والإهانات السابقة كلّها، قرر فريتيغيرن، والطرونجيون أن الوقت قد حان لكسر المعاهدة، والتمرد ضد الرومان، وانضم إليهم الغريوثونجيين على الفور. قاد فريتيغيرن القوط بعيدًا عن مارسيانوبل نحو سيثيا، وتبعهم لوبيسينوس وجيشه على بعد 14 كم (8.7 ميل) من المدينة، وخاضوا معركة مارسيانوبيل، وقُضي عليهم. قُتل جميع الضباط الصغار، وفُقدت الرايات العسكرية، وحصل القوطيون على أسلحة ودروع جديدة من الجنود الرومان القتلى. نجا لوبيسينوس وهرب مرة أخرى إلى مارسيانوبل. ثم داهم الطرونجيون، ونهبوا جميع أنحاء المنطقة.
كان يوجد في أدريانوبل قوة قوطية صغيرة جنّدها الرومان مسبقًا، وكانت تحت قيادة سويديوس، وكولياس اللذان كانا من القوطيين، وعندما تلقوا أخبارًا عن الأحداث، قرروا أن يبقوا في مكانهم باعتبار أن رفاهيتهم هي أهم شيء على الإطلاق. أما الإمبراطور الذي كان خائفًا من وجود حامية رومانية تحت السيطرة القوطية بالقرب من تمرد قوطي، أمر سوديوس، وكولياس بالتوجه شرقًا إلى هيليسبونتس. طلب القائدان الطعام والمال لهذه الرحلة، وكذلك يومين للتحضير. كان القاضي الروماني المحلي غاضبًا من هذه الحامية لأنها نهبت في وقت سابق قصره الموجود في الضواحي، وسلّح أشخاصًا من المدينة، وأثارهم ضد الحامية. وطالب القوط الغوغاء باتباع الأوامر، والمغادرة على الفور. في البداية ظل الرجال تحت حكم سويريدوس وكولياس صامدين، لكن عندما تعرضوا للرشق بالشتائم والصواريخ، هاجموا وقتلوا الكثير. غادرت الحامية المدينة وانضمت إلى فريتيغرن، وحاصر القوط أدريانوبل. لكنهم افتقروا إلى المعدات والخبرة اللازمة لتطبيق الحصار، وفقدوا الكثير من الرجال بسبب الصواريخ. أعلن فريتيغيرن أنه حافظ الآن على السلام على الحدود. تفرق القوط مرة أخرى لنهب الريف الغني وغير المقاوم لهم. باستخدام السجناء والخونة الرومان، استدلّ القوط إلى الكنوز الخفية، والقرى الغنية، ومثل هذه الأماكن.